# Armando Escobar
Armando Escobar Díaz (sinh ngày 27 tháng 8 năm 1993 ở Veracruz) là một cầu thủ bóng đá người México hiện tại thi đấu cho Alebrijes de Oaxaca